# دیگ به دیگ میگه روت سیاه
" دیگ که کتری را سیاه می نامد" یک اصطلاح ضرب المثلی است که ممکن است منشأ اسپانیایی داشته باشد.  به معنای متهم شدن از سوی شخصی است که در همان چیزی که دیگری را متهم می کند مقصر است و از این رو مصداق فرافکنی روانی  یا ریا است.
1. ↑  Rucker, Derek D.; Pratkanis, Anthony R. (2001). "Projection as an Interpersonal Influence Tactic: The Effects of the Pot Calling the Kettle Black". Personality and Social Psychology Bulletin. 27 (11): 1494–1507. doi:10.1177/01461672012711010.
2. ↑  Waldman, Katy (2014-12-22). "Is It Kosher to Talk About the "Pot Calling the Kettle Black"?". Slate. Retrieved 2019-02-03. This saying, which personifies kitchenware in order to make a point about hypocrisy, means "to criticize someone for a fault you also possess."